# Gesamtanlage Bebenhausen

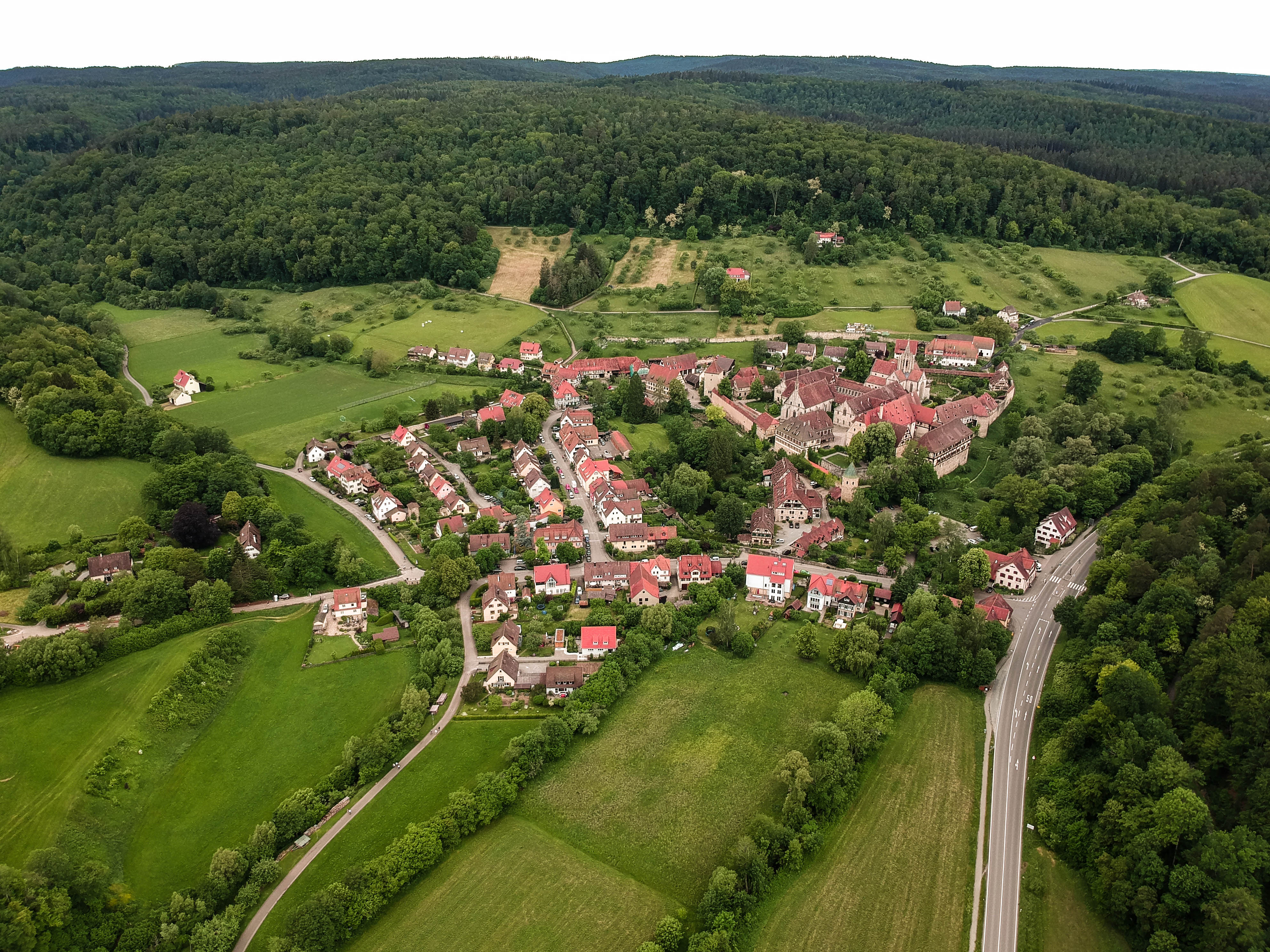
Bebenhausen (2018)

Die Gesamtanlage Bebenhausen ist ein denkmalgeschütztes Ensemble im Stadtteil Bebenhausen der Stadt Tübingen im Landkreis Tübingen in Baden-Württemberg. Geschützt ist seit 1975 das Dorf Bebenhausen mit dem Gebäudekomplex des ehemaligen Klosters und späteren Schlosses.

## Allgemeines
Gesamtanlagen schützen gemäß § 19 Denkmalschutzgesetz Baden-Württemberg Straßen-, Platz- und Ortsbilder, an deren Erhaltung aus wissenschaftlichen, künstlerischen oder heimatgeschichtlichen Gründen ein besonderes öffentliches Interesse besteht. Geschützt ist das überlieferte Erscheinungsbild der Gesamtanlage mit seinen Bestandteilen und Merkmalen. Neben Bauwerken zählen dazu auch Straßen- und Platzräume oder Grün- und Freiflächen. Schützenswert können außerdem die topographische Lage, der Ortsgrundriss oder eine Stadtsilhouette sein. Der Gesamtanlagenschutz umfasst bei Gebäuden nur die von außen sichtbaren Teile; bei Kulturdenkmalen innerhalb der Gesamtanlage, die zusätzlich nach anderen Bestimmungen des Gesetzes geschützt sind, ist darüber hinaus auch das Innere Gegenstand des Denkmalschutzes.

## Beschreibung

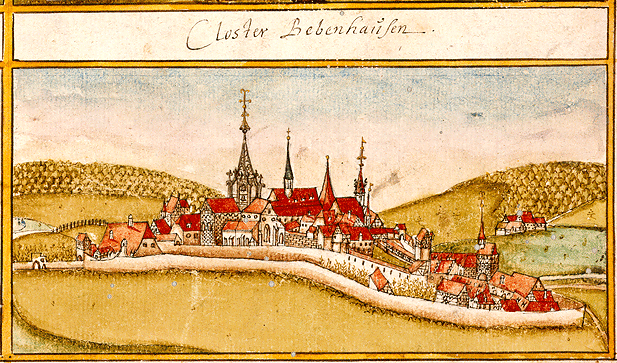
Bebenhausen in den Forstlagerbüchern von Andreas Kieser 1683

Bebenhausen liegt im Waldgebiet des Schönbuchs und hat sich bis heute die einsame Lage bewahrt. Dies war für die Ansiedlung eines Klosters eines Klausurordens unabdingbar. Der Gebäudekomplex des Schlosses dominiert sowohl städtebaulich wie auch gestalterisch das Dorf, das nach der Klosterauflösung aus den ehemaligen Wirtschaftsgebäuden entstand. Mehrere Verdichtungsmaßnahmen sorgten für eine kleinteilige Bebauung innerhalb des Dorfkerns aus dem 19. Jahrhundert. Der Dorfrand orientiert sich bis heute weitestgehend an der Linie der äußeren Klostermauer, sodass sich die Gesamtanlage mit einer kompakten Kubatur nach außen präsentiert.